# Alien Nine
Alien Nine (エイリアン9, Eirian Nain) é uma série de mangá escrita e ilustrada por Hitoshi Tomizawa. O mangá foi publicado pela revista Young Champion de junho de 1998 a agosto de 1999, sendo publicados 3 volumes tankōbon. Em 2003, Tomizawa adicionou uma sequência de 1 volume à série, chamada Alien 9 Emulators. Em 2015, Tomizawa também lançou um dōjinshi sequencial a Alien 9 e Alien 9 Emulators chamado Alien 9 Next. Tanto o mangá quanto o anime são notados pelo seu estilo de arte moe e violência intensa apesar da idade das personagens principais, design de monstros similares a Pokémon, e aparições iniciais de uma série do gênero Slice of Life.
O mangá foi adaptado em uma série em formato OVA pelo estúdio de animação japonês J.C.Staff entre junho de 2001 e fevereiro de 2002.

## Sinopse
Yuri Otani, uma garota melancólica de 12 anos, acaba de entrar no sexto ano e apesar de apreensiva, se junta à equipe de caçadoras de alienígenas de sua escola, uma equipe na qual seu principal objetivo é capturar seres extraterrestres que aparecem em sua escola. O único jeito de caçar os alienígenas é se unindo a um "Borg", uma forma de vida simbiótica, a qual o único propósito é proteger seu hospedeiro, incapacitar, e finalmente capturar outros alienígenas, usando qualquer coisa disponível em seu arsenal. Além de Yuri, a equipe de caçadoras é composta por outras duas integrantes, Kasumi Tōmine e Kumi Kawamura. O que parece ser uma história de ação inofensiva é rapidamente subvertida quando uma de suas colegas é comida por um alien e suspeitas sobre a professora que lidera a equipe começam a ser aparentes.

## Personagens
Yuri Otani (大谷 ゆり, Otani Yuri)
Voz de: Juri Ihata
Uma garota tímida, que é votada pelos seus colegas do sexto ano para representar sua classe na equipe de caça alienígena. Yuri tem uma grande relutância para se unir com o seu Borg. Ela se assusta fácil e raramente algo não fará ela chorar, seja por alegria ou tristeza. Yuri foi a única do grupo a permanecer completamente humana depois de se recusar a se unir com seu Borg, mesmo depois dele morrer salvando sua vida.
Kumi Kawamura (川村 くみ, Kawamura Kumi)
Voz de: Kaori Shimizu
A integrante mais independente da equipe de caça alienígena, e uma aluna do sexto ano. Kumi faz parte do conselho estudantil e ajuda sua mãe viúva em suas atividades como escritora, além de cuidar de um grande número de tarefas para uma estudante de sua idade. No mangá, ela é atacada e morta por uma alienígena, mas logo é revivida após ser fundida com outro.
Kasumi Tōmine (遠峰 かすみ, Tōmine Kasumi)
Voz de: Noriko Shitaya
Uma garota gênio, aluna do sexto ano, que tem entre seus talentos piano, balé, xadrez, robótica e patinação de velocidade. Ela é a integrante mais animada da equipe de caça alienígena. Kasumi tem um irmão, o qual ela amava muito, que foi mandado para uma escola privada no exterior. No mangá, após ser absorvida por um alienígena, ela se torna parte dele, como é deixado implícito no anime.
Megumi Hisakawa (久川 めぐみ, Hisakawa Megumi)
Voz de: Aya Hisakawa
A professora e conselheira responsável pela equipe de caça alienígena.
Miyu Tamaki (珠木 美佑, Tamaki Miyu)
Voz de: Manami Nakayama
Uma aluna do sexto ano, melhor amiga de Yuri.
Borg (ボウグ, Bōgu)
Voz de: Ryūsei Nakao (todos)
Uma forma de vida simbiótica, a qual o único propósito é proteger seu hospedeiro, incapacitar, e finalmente capturar outros alienígenas, usando qualquer coisa disponível em seu arsenal. Borgs se alimentam dos dejetos humanos de seus hospedeiros. É aparente que quando um humano passa tempo o suficiente conectado ao seu Borg, ele ganha suas habilidades, como é visto com alguns personagens apesar do fato deles não estarem mais conectados.

## Músicas
Tema de abertura
1. "Flower Psychedelic: Kasumi Tomine Version" - Noriko Shitaya
2. "Flower Psychedelic: Kumi Kawamura Version" - Kaori Shimizu
3. "Flower Psychedelic: Yuri Otani Version" - Juri Ibata

Tema de encerramento
- "Rebirth" - Akira Ishida